# زردك (مقاطعة ديواندرة)
زردك (بالفارسية: زردک) هي قرية تقع في قسم سارال الريفي (مقاطعة ديواندرة) في إيران. يقدر عدد سكانها بـ 36 نسمة بحسب إحصاء 2016.